# Glücksburger Wald
Der Glücksburger Wald ist ein insgesamt 600 Hektar umfassendes Waldgebiet in Schleswig-Holstein, dessen Gebiet fast vollständig zur Stadt Glücksburg gehört, aber insgesamt ein Teil des Staatsforstes Flensburg ist.

## Die Waldflächen

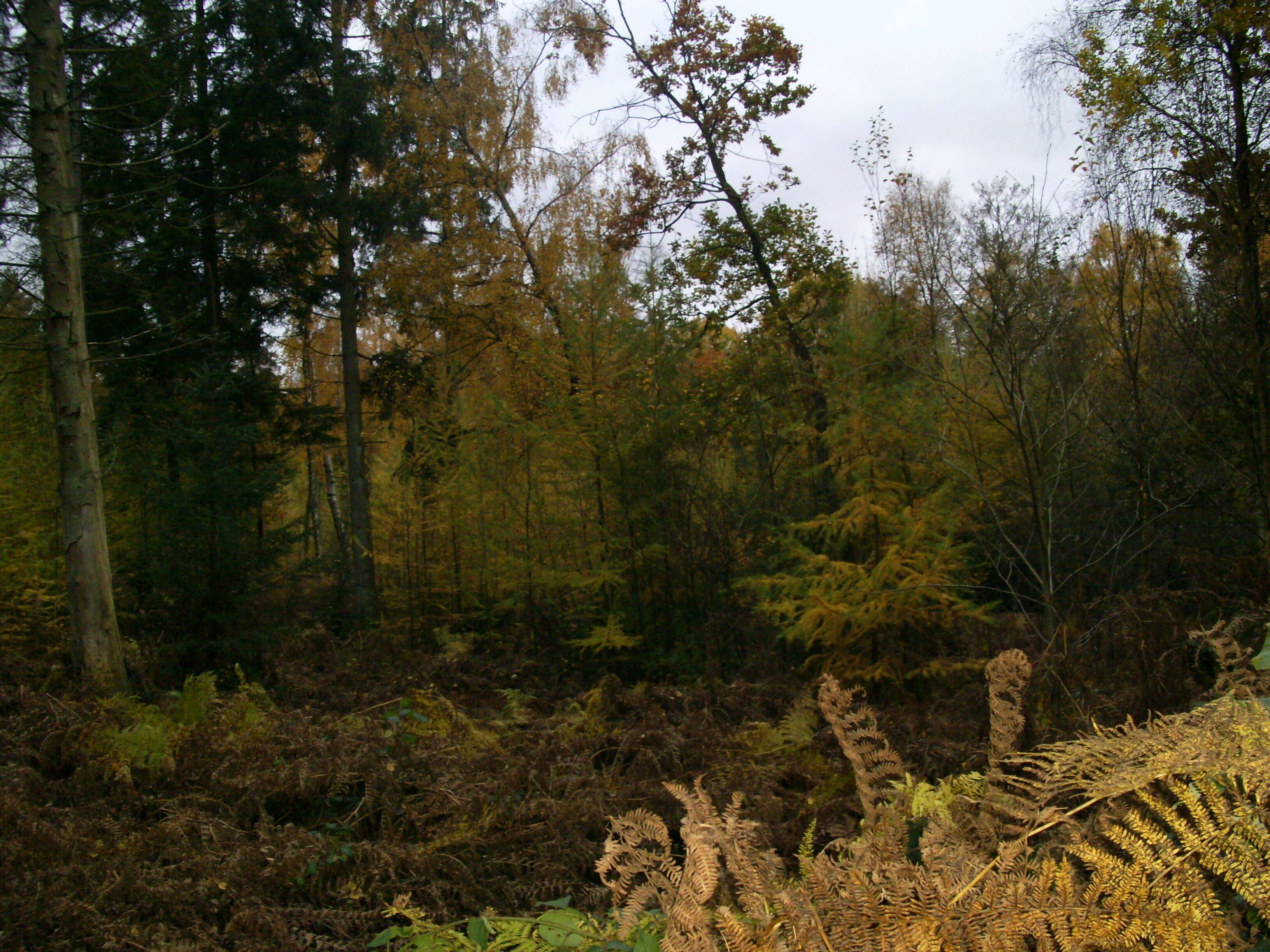
Herbst im Tremmeruper Wald

Zum Glücksburger Wald, in dem 24 Baumarten vorkommen, gehören vier Waldgebiete: Tremmeruper Wald, Wille, Friedeholz sowie der Schlosswald. Die Glücksburger Waldflächen sind fast ausschließlich in staatlichem Besitz, nur das sehr kleine Waldstück an der Gorch-Fock-Straße gehört dem örtlichen DRK-Heim.
Durch das Wachstum des Ortes Glücksburg und durch den Bau von Autostraßen wurden die Waldflächen im Laufe der Zeit immer mehr separiert.

### Tremmeruper Wald

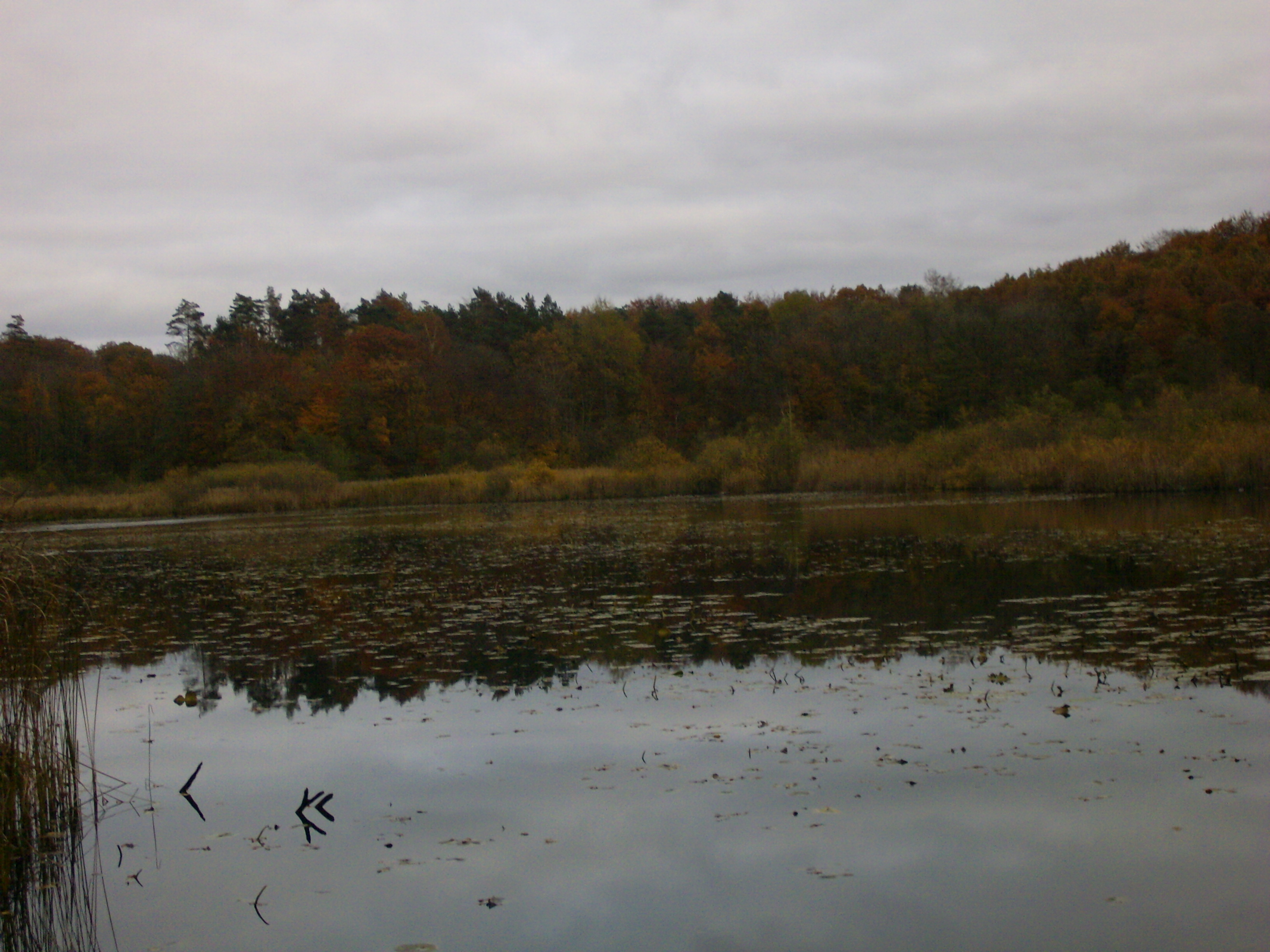
Der Roikier See

Südwestlich von Glücksburg liegt der Wald Groß-Tremmerup, welcher von Klein-Tremmerup zwischen dem Schlossteich und dem Glücksburger Ortsteil Sandwig zu unterscheiden ist. Er ist vorwiegend ein Mischwald, bestehend aus Buchen und Eichen. In der Notzeit nach dem Ende des Zweiten Weltkriegs wurden die Flensburger Wälder im Herbst 1945 zu großen Teilen gerodet; auch der Tremmeruper Wald dürfte davon betroffen gewesen sein. Dennoch sind dort auch über 200 Jahre alte Baumbestände anzutreffen.
Insgesamt sind im Wald 20 km Reit- und Wanderwege ausgewiesen, davon einige hundert Meter als Hundefreilaufzone. Im Zentrum des Waldes befindet sich mit dem Roikier See der einzige richtige Waldsee der Region Angeln, und im Norden der Westerwerker See. Westlich schließt sich auf Höhe Meierwik das Süderholz an, häufig auch Fördewald genannt. Dieses Waldstück erstreckt sich kleinräumig in das Stadtgebiet Flensburgs hinein hinunter bis zur Straße Am Fördewald. Auch das Waldstück im Naturschutzgebiet Twedter Feld südlich der Waldsiedlung Tremmerup gehört zu Flensburg.
Der Tremmeruper Wald insgesamt ist Teil eines Grünzuges, der vom Flensburger Hafen, über das Lautrupsbachtal, Adelby, den Vogelsang, das Weesrieser Gehölz, den Blocksberg und den Tremmeruper Wald bis zum Schloss Glücksburg reicht. Der Waldteil Groß-Tremmerup umfasst eine Fläche von 183 ha, der von Klein-Tremmerup 62,5 ha. Der Name des Waldes geht auf eine frühere Siedlung Tremmerup zurück. Er ist erstmals 1691 bezeugt und leitet sich vom Personennamen Thrimi ab, der wohl wiederum eine Weiterbildung aus einem alten dänischen *thrimma für hüpfen darstellt.
Anfang des 20. Jahrhunderts existierte an einem der Waldwege südlich des Westerwerker Sees die Augustabuche, eine Doppelbuche (Fagus sylvatica) (Lage), die nach der Frau eines Oberförsters benannt war. Von der Gestalt des Baums sind folgende Angaben überliefert: „Stammumfang (beider Stämme): 4,59 Meter, Trennungsstelle: 1,30 Meter, Einzelumfang 3,08 Meter und 2,85 Meter, 25 Meter Kronendurchmesser. — Die beiden Stämme waren in der Krone durch einen Querast völlig verbunden, so dass eine vereinigte Krone bestand.“

### Wille
Der Forst Wille (dänisch Vilde oder Ville) befindet sich zwischen dem Ortsteil Meierwik und dem Glücksburger Gebiet Quellental an der Flensburger Förde am Rande von Glücksburg. Hier trifft man einen der wenigen naturnahen Wälder der kuppigen Grundmoränenlandschaft im Norden Angelns. Der Buchenwald verläuft an Hängen, die zum Fördeufer abfallen. Aufgrund der Windverhältnisse zeigen die Buchen bizarre Wuchsformen. Im Wald selbst trifft man auf zahlreiche floristische Besonderheiten wie z. B. Berg-Hartheu oder den Fichtenspargel. Bis in die 2000er Jahre hinein war der Forst Wille bei Sportvereinen beliebt, da er einen Trimm-Dich-Pfad besaß.
Der Name ist erstmals 1668 als Willöe belegt, vermutlich eine Kontamination aus dän. vælde bzw. hvilde (‚herausströmen, herausquellen‘; vgl. vældekilde) und høj für eine Erhebung, und steht somit in einem Bezug zum Quellental. Nach einer anderen Herleitung stammt der Name von einem Pastor Welling, der bis 1582 auf dem Hof Nygaard lebte.

### Friedeholz

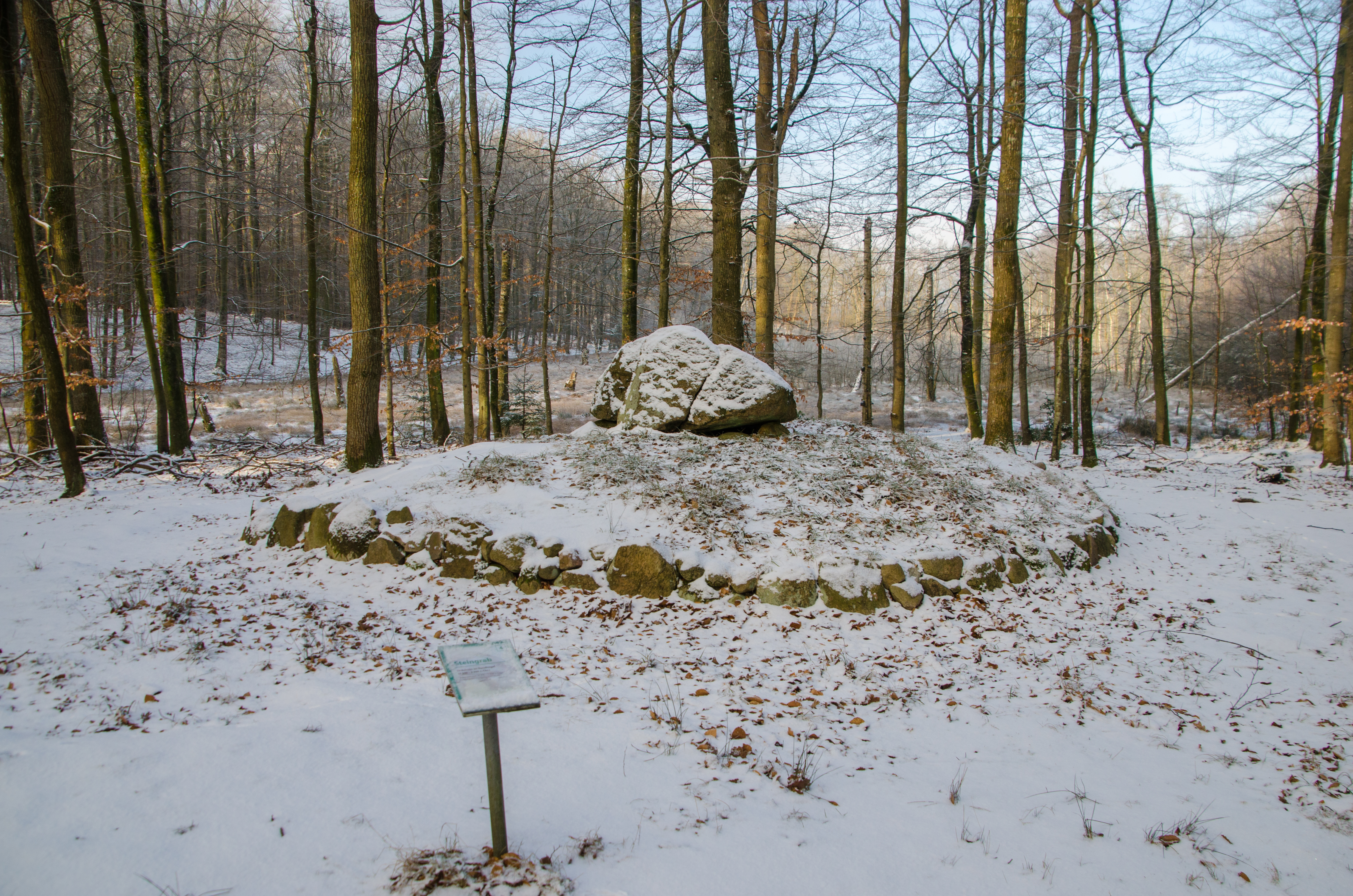
Urdolmen im Friedeholz

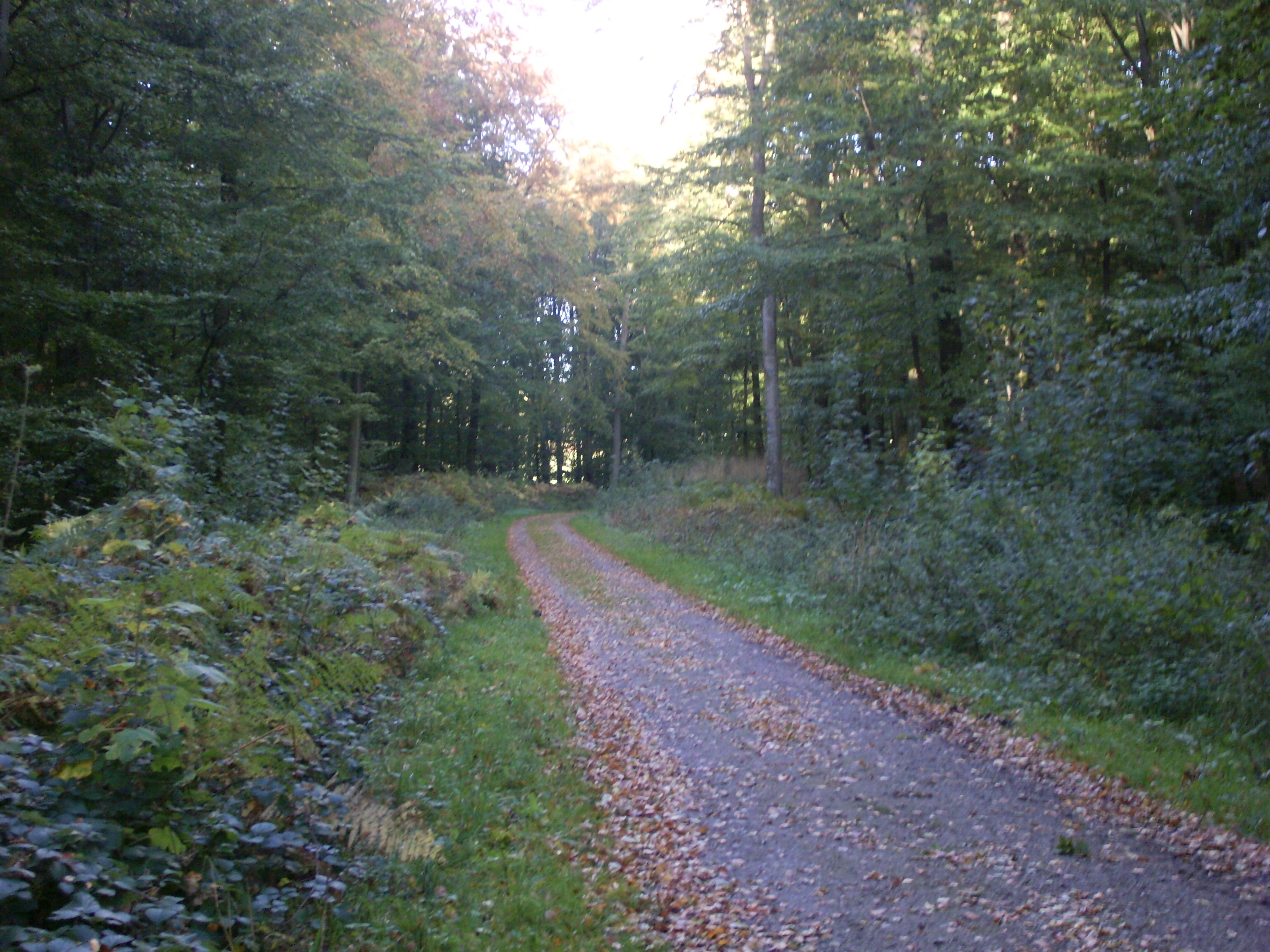
Impression aus dem Friedeholz

Das rund 300 ha. große Friedeholz (dän. Fredskov) mit seinem Verlauf bis nach Schausende liegt im Kern Glücksburgs. Der Wald wurde im 19. Jh. im Rahmen einer Pflanzungsaktion neu aufgeforstet. Hier befinden sich ein altes Forsthaus, der Sitz der Glücksburger Waldjugend, des Weiteren ein Naturspielplatz für Kinder, ein Gatter mit Wildschweinen sowie der mehrere Kilometer lange Dolmenpfad mit Informationstafeln zu den zehn steinzeitlichen Hünengräbern im Friedeholz. Ein Waldlehrpfad ist nur noch rudimentär vorhanden.
Teile des Waldes gehören zum Naturschutzgebiet Pugumer See mit allgemeinem Betretungsverbot. Seit geraumer Zeit nistet ein Seeadler im Friedeholz, die Lage seines Nistplatzes wird von der Försterei nicht bekanntgegeben.
Im Friedeholz findet man, wie im Tremmeruper Wald, einen Buchen-Mischwald vor, häufig sind in dem Moränengebiet auch Erlen und Eschen anzutreffen, nicht zuletzt in den Bruchwäldern des Forstes. Alte Baumbestände wechseln sich mit Naturverjüngung ab. Der künstlich angelegte Nadelholzanteil wurde in den 2010er deutlich reduziert. Es wird im Glücksburger Staatsforst nach den Prinzipien des naturnahen Waldbaus gewirtschaftet.
Im Friedeholz finden sich (von einem Glücksburger Unternehmen angefertigte) Steine mit eingemeißelten Flurnamen wie Die Elfenwiese oder der Russenberg, der an Kosaken erinnert, die 1814 durch Glücksburg gezogen sind. Des Weiteren bezieht sich ein Stein mit der Aufschrift Alter Omnibus auf einen tatsächlichen Bus, mit dem Anfang Mai 1945 Teile der Reichsregierung aus Berlin nach Glücksburg geflüchtet waren. Das Friedeholz lag zu jener Zeit am Rand des Sonderbereichs Mürwik, wo sich die letzte Reichsregierung einrichtete und letztlich am 23. Mai verhaftet wurde. Eine Erinnerungstafel erläutert seit 2014 diese Begebenheit. Der Fahrer hatte den Omnibus beim Schauenthal in den Wald gefahren und abgestellt. Über die nächsten Jahrzehnte stand dieser unverändert dort und alterte vor sich hin. Die Sitze, Fenster und Reifen wurden nach und nach von Unbekannten abmontiert, bis letztlich nur noch das Gerippe erhalten war. Erst in den 1980er Jahren wurde der alte Omnibus endgültig entsorgt, belibt aber als Mikrotoponym in Erinnerung. — Hinzu kommt noch der Köhlerweg, der an die Köhlerei erinnert, die im Friedeholz ansässig war. An der Stelle der früheren Köhlerhütte ist heute die Glücksburger Waldjugend ansässig.
Zum Friedeholz zählt auch die sogenannte Vogelwiese. Im Mittelalter lagen in diesem Bereich zwei Seen, die im Laufe der Jahrhunderte durch menschliches Einwirken zu Teichen schrumpften, bis im 19. Jahrhundert das Areal endgültig trockengelegt wurde. Im Jahre 2002 wurden 25 Hektar der Vogelwiese wiedervernässt.
Als problematisch wurde um 2009 die Situation des Wildgeheges und des Naturkinderspielplatzes im Friedeholz eingestuft. Geld für anstehende Renovierungsarbeiten konnten weder die Stadt Glücksburg noch das Land Schleswig-Holstein beitragen. Dank zahlreicher Spendengelder, hauptsächlich von Bürgern, wurde das notwendige Budget hierfür aufgebracht.

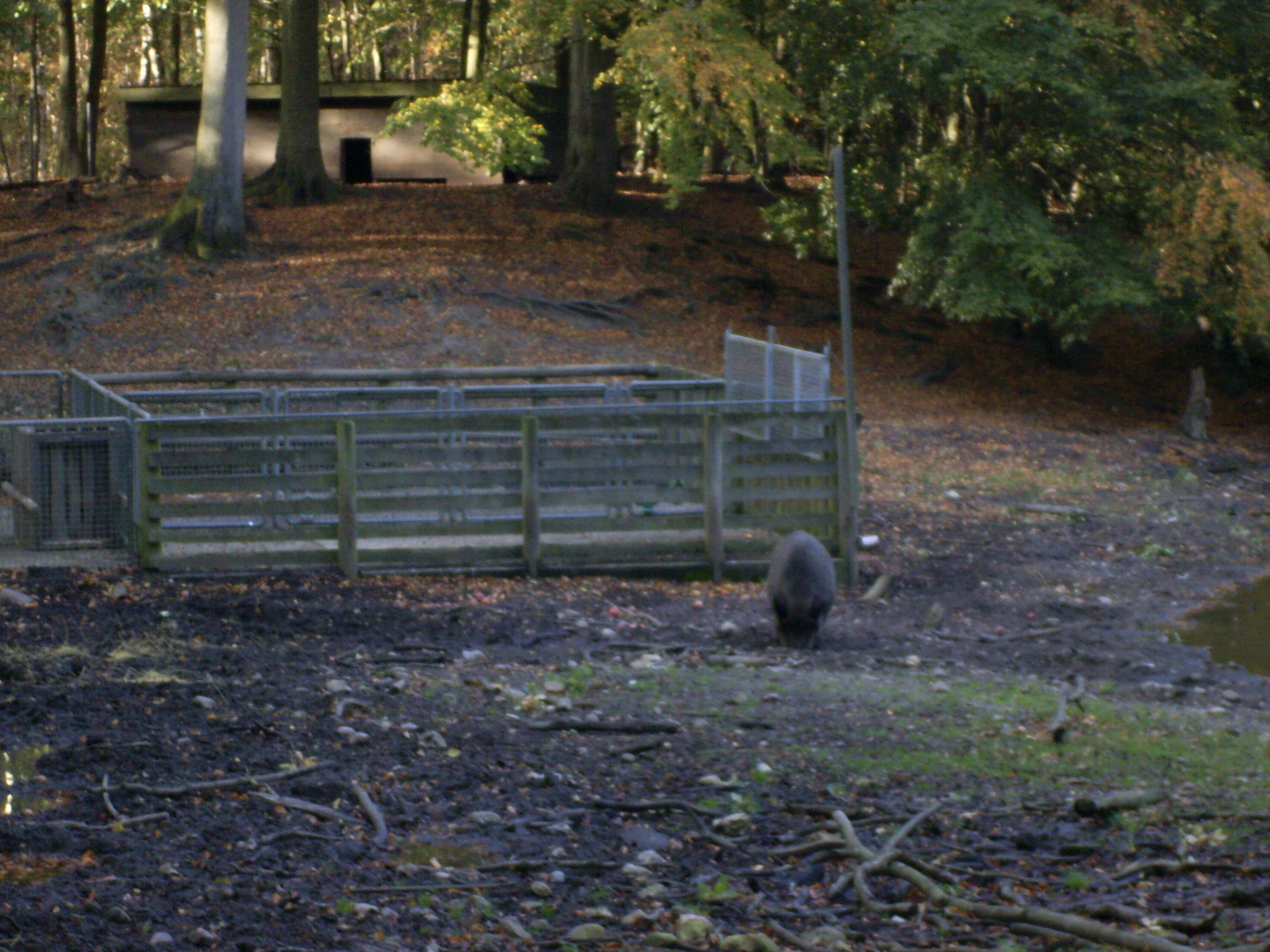
Das Wildschweingatter im Friedeholz
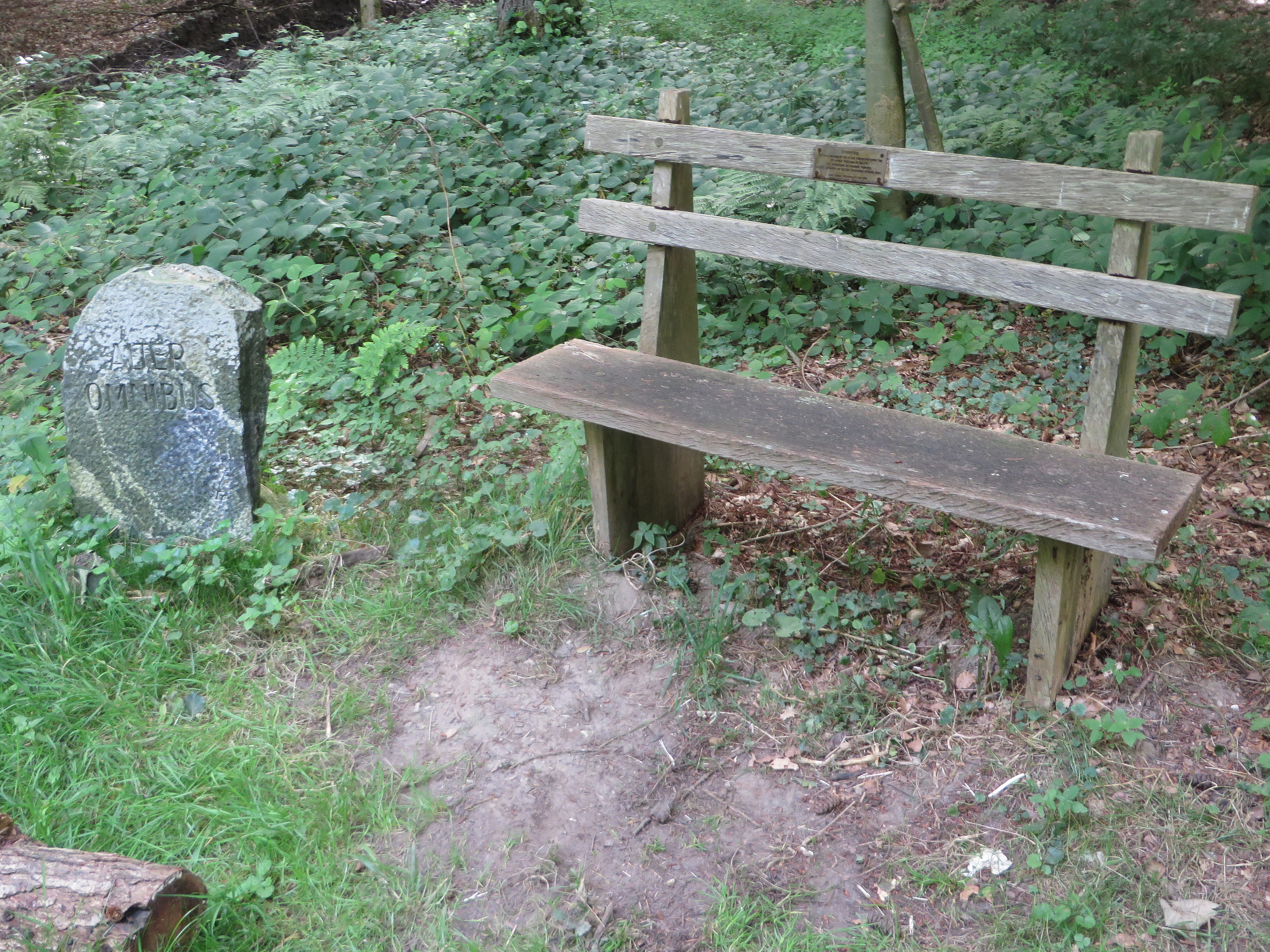
Alter Omnibus, Orientierungsstein und Bank mit Erinnerungstafel (Foto 2016)
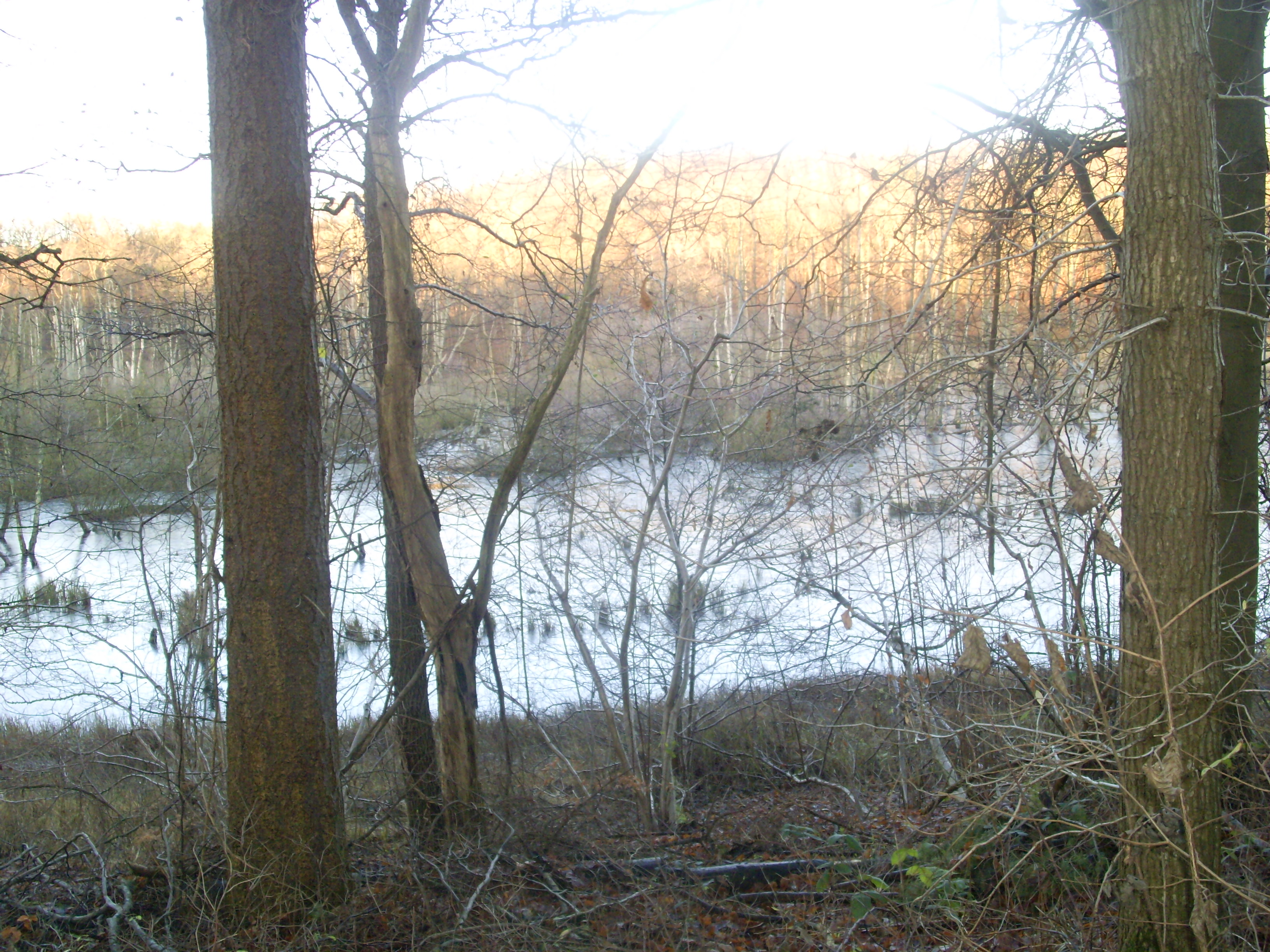
Renaturierter See auf der Vogelwiese im Friedholz.

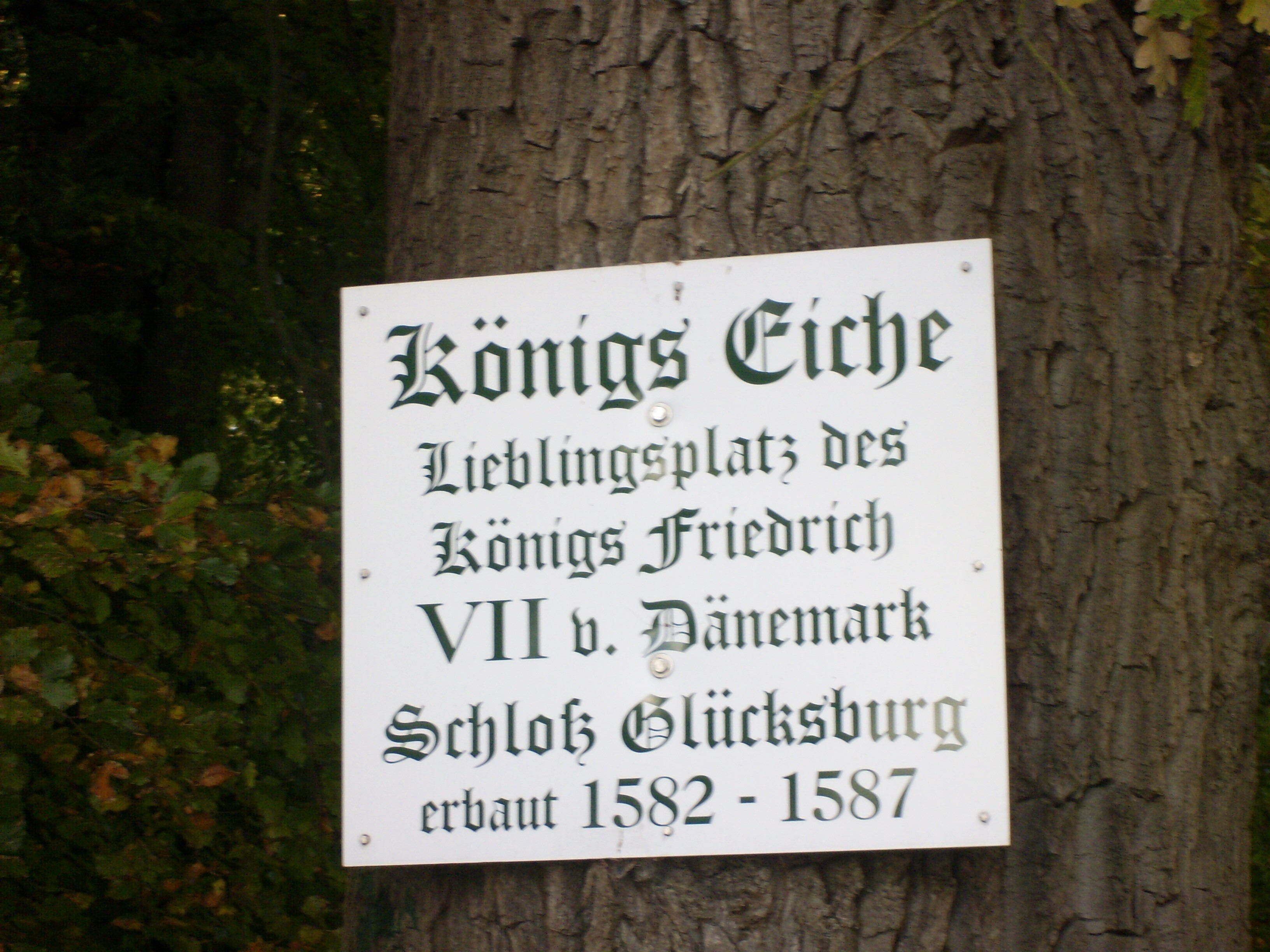
Die Königseiche im Glücksburger Forst, in Nähe des Wasserschlosses

### Schlosswald
Nordwestlich beim Schloss Glücksburg liegt dieser Waldbereich, der im Südwesten durch die Uferstraße vom Tremmeruper Wald abgetrennt ist, im Westen durch den Strandweg und der Sandwigstraße vom Kurpark separiert wird und im Nordosten durch die Paulinenallee vom Friedeholz abgegrenzt ist. Über die Gehwege des Schlosswaldes ist vom Stadtzentrum das Kurzentrum erreichbar. Im Schlosswald, am nördlichen Ufer des Schlossteiches, steht die sogenannte Königseiche (Lage). Im Nordosten des Schlosswaldes befindet sich der bewaldete Jungfernberg, der offenbar hin und wieder auch dem Bereich des Friedeholzes zugeordnet wird. Einen Teil des Schlosswaldes ließ die Herzogin Anna Caroline (1751–1824) ab dem Jahr 1770 anlegen, weshalb dieser früher ihr zu Ehren „Carolinenlund“ genannt wurde. (Das Wort „Lund“ bezeichnet im Dänischen und in zahlreichen schleswigschen Ortsnamen einen Hain bzw. Wald.) Der nordöstliche Waldbereich an der Paulinenallee, zwischen dem Friedeholz und Sandwig, mit dem dortigen bewaldeten, etwa 19 ha großen Jungfernberg, wird häufig auch in seiner Gesamtheit Jungfernberg genannt.

### Waldstück an der Gorch-Fock-Straße

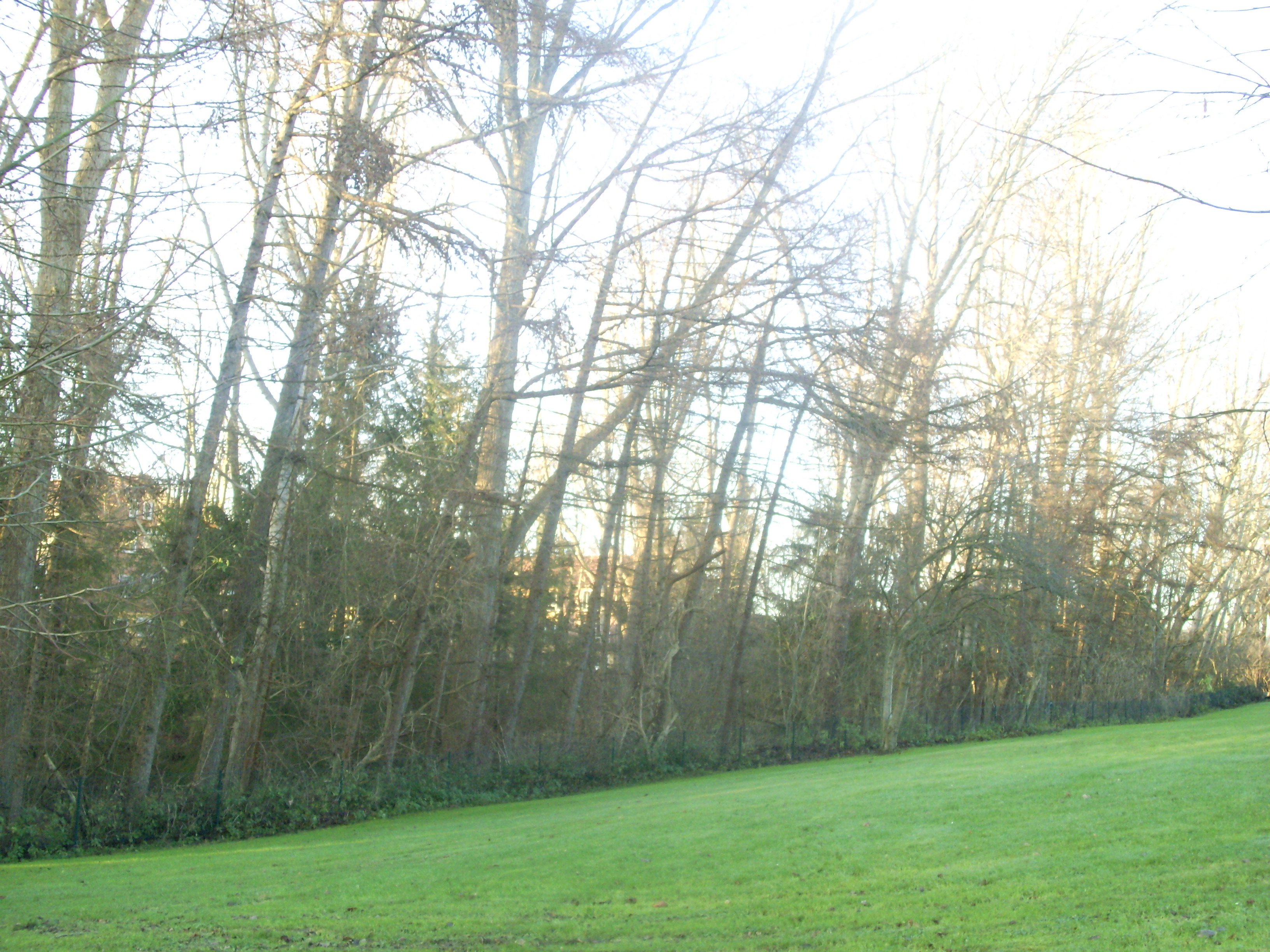
Waldstück an der Gorch-Fock-Straße

Die Glücksburger Waldflächen sind fast ausschließlich in staatlichem Besitz, nur die sehr kleine Fläche von etwa einem Hektar an der Gorch-Fock-Straße gehört dem örtlichen DRK-Heim. Diese Fläche ist ökologisch interessant, da sie nicht begehbar ist, keine forstwirtschaftlichen Aktivitäten vorgenommen werden und sie somit sich selbst überlassen ist.

## Glücksburger Försterei
Der Glücksburger Wald ist Teil des Staatsforst Schleswig-Holstein mit zentraler Verwaltungsstelle in Neumünster. Für die Bewirtschaftung des Glücksburger Waldes ist die Glücksburger Försterei zuständig, die über eigene Forstwirte und einen Revierförster verfügt. Jener Revierleiter wurde durch die umfassenden Reformen im Bereich des Staatswaldes inzwischen zu einem Bezirksförster, d. h., dass die Försterei Glücksburg auch die Aufgaben der Bewirtschaftung für umliegende Waldflächen des Kreises Schleswig-Flensburg wahrnimmt. Dazu zählen unter anderem der Klueser Wald, der Lindewitter Forst und der Handewitter Forst. Das Glücksburger Forsthaus befindet sich in Nähe des Glücksburger Schlosses im Kurviertel der Stadt.
Die Waldflächen werden ausnahmslos nach den Prinzipien des naturnahen Waldbau bewirtschaftet.

## Forstlicher Rettungspunkt
Für den Glücksburger Wald wurden zwei Rettungspunkte festgelegt: Friedeholz mit der Nummer 70801 und Groß-Tremmerup mit der Nummer 70803. Die Nummer sind im Notfall anzugeben, um Rettungskräften die Lokalisierung zu erleichtern.

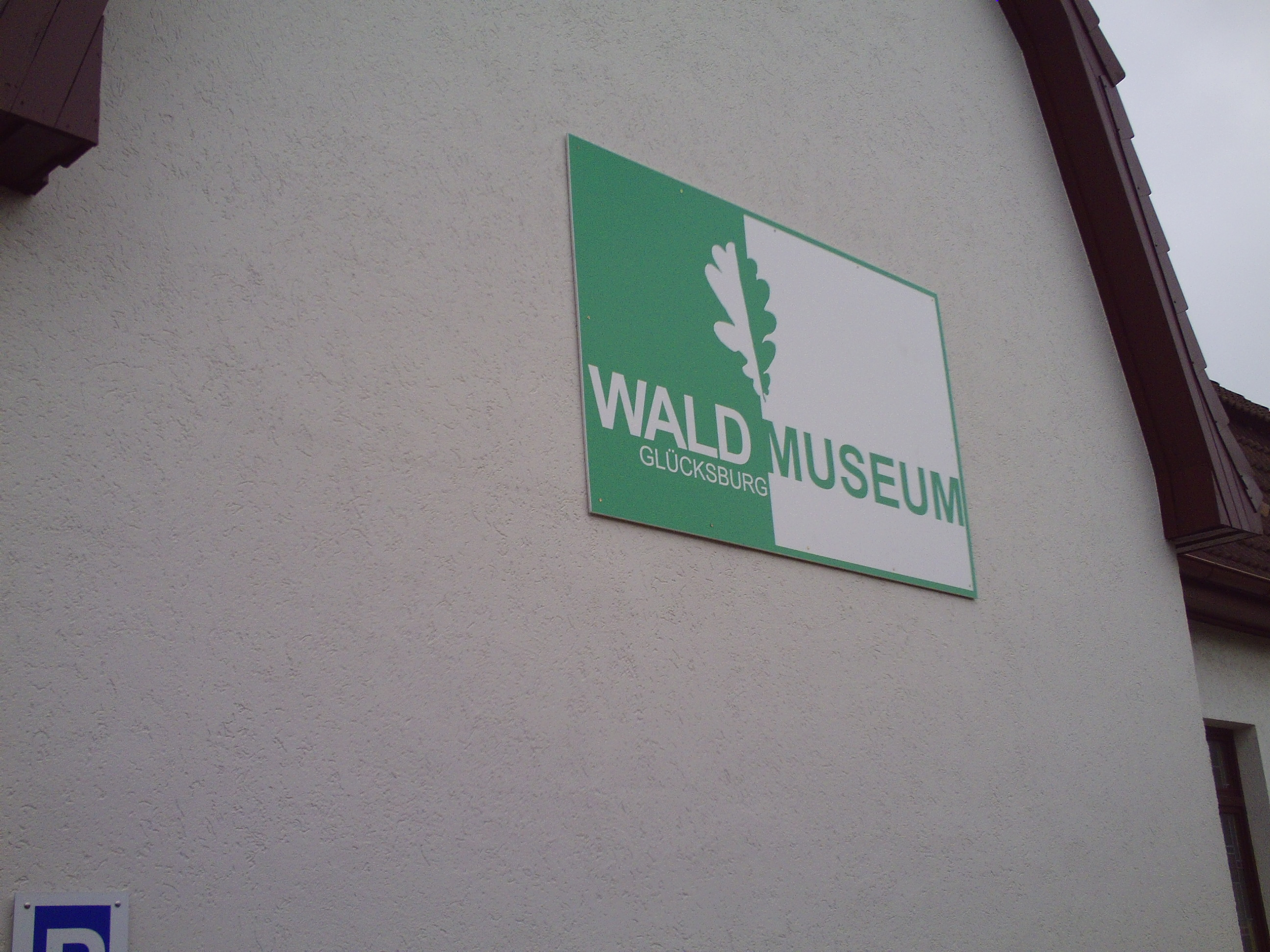
Waldmuseum in Glücksburg

## Waldmuseum
Es existiert ein vom ehemaligen Förster der Stadt Glücksburg und einem der Mitbegründer und ehemaligen Bundesleiter der Deutschen Waldjugend, Dietrich Weldt, ins Leben gerufene Waldmuseum. Seinen Sitz hat es am Rande des Friedeholz in einem Gebäude, das früher einer Neuapostolischen Gemeinde als Kirche diente. Das Waldmuseum ist als Ersatz für einen Waldlehrpfad gedacht, der in den 1960er Jahren ebenfalls vom damaligen Glücksburger Förster Weldt errichtet wurde und einer der ersten Lehrpfade in Deutschland überhaupt war. Das Museum wurde Ende November 2009 offiziell eröffnet.
Dargestellt wird zum einen die Geschichte des Waldes in Schleswig-Holstein samt den in ihm vorkommenden Tier- und Pflanzenarten. Außerdem wird in einem der Räume das Thema Wald und Kunst behandelt.

## Sagen und Lyrik vom Glücksburger Wald

### Der Freischütz

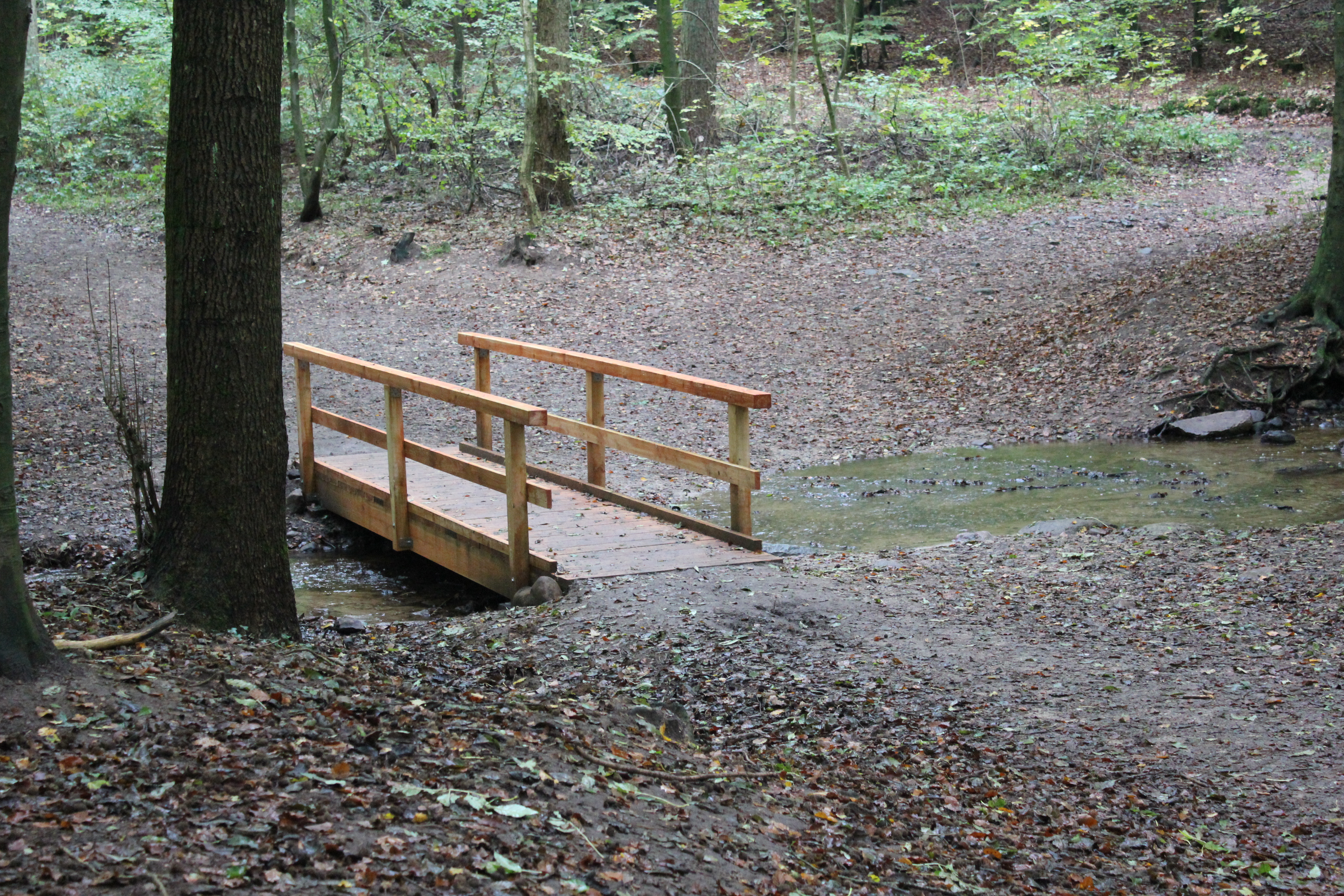
Die alte Furt der Weesbek im Tremmeruper Wald bei Flensburg, wurde wahrscheinlich schon im Mittelalter von den Glücksburger Mönchen überquert. Heute befindet sich dort eine Brücke.

Die Sage berichtet davon, dass einst der Herzog zu Glücksburg einen Jäger gehabt habe, der seit dem er ihm diente, kein Wild getroffen hatte. Verdrossen darüber, verabschiedete der Herzog ihn. Traurig ging der entlassene Jäger davon, nicht wissend, wie er sich in Zukunft ernähren sollte. Er konnte es nicht begreifen, wie es dazu kam, dass er nichts mehr traf, da er früher ein guter Schütze war. Mit sorgenvollen Gedanken ging er durch das Gehölz Tremmerup, als ihm ein altes Mütterchen begegnete. Sie fragte ihn, was ihm fehlen würde, und er erzählte ihr alles. „Dem sei leicht abzuhelfen“ sagte sie ihm. Wenn er zum Abendmahl gehe, solle er die Oblate hinter dem Altar wieder aus dem Mund nehmen. Danach solle er sie in einen Baum hängen und auf sie schießen. Sodann würde er sicherer treffen als jemals zuvor. Der Jäger befolgte die Worte des alten Mütterchen. Darauf ging er zurück zum Herzog und erklärte ihm, dass er sich im Schießen geübt habe. so dass er nun immer treffe würde. Gerne würde er wieder in seinem Dienste stehen. Der Herzog erklärte sich bereit, sich von den neuen Schießkünsten zu überzeugen. Zusammen gingen sie in den Wald. Als sie nun über die Brücke gingen, sah der Herzog drei wilde Enten über sie hinwegfliegen; er machte den Jäger darauf aufmerksam und erklärte ihm, dass er eine von ihnen schießen solle. „Welche?“ fragte der Jäger. „Den Enterich“ antwortete der Herzog. Der Jäger legte mit seiner Flinte an, schoss, und der Enterich stürzte zu ihren Füßen. Dem Herzog wurde unheimlich. Der Böse musste da mit im Spiele sein. Daher sagte er zum Jäger: „Ich kann dich nicht gebrauchen, du schießt besser als ich“, und ließ ihn wieder gehn. Kurz darauf fand man des Jägers Hut unter der roten Brücke und seinen Leib gevierteilt hundert Schritte weiter, unter den Erlen, die nicht weit ab vom Wege stehen.
Der Freischütz ist ein verbreitetes Motiv aus der Jagdmythologie. Dieses Motiv behandelt so beispielsweise auch die Oper Der Freischütz von Carl Maria von Weber. Die Sage vom Glücksburger Freischütz ist nicht die einzige Jagdsage im Raum von Flensburg, eine weitere ist die Sage vom wilden ewigen Jäger von Oldemorstoft (auch: Waldemarstoft).

### Gedicht zur Elfenwiese im Friedeholz

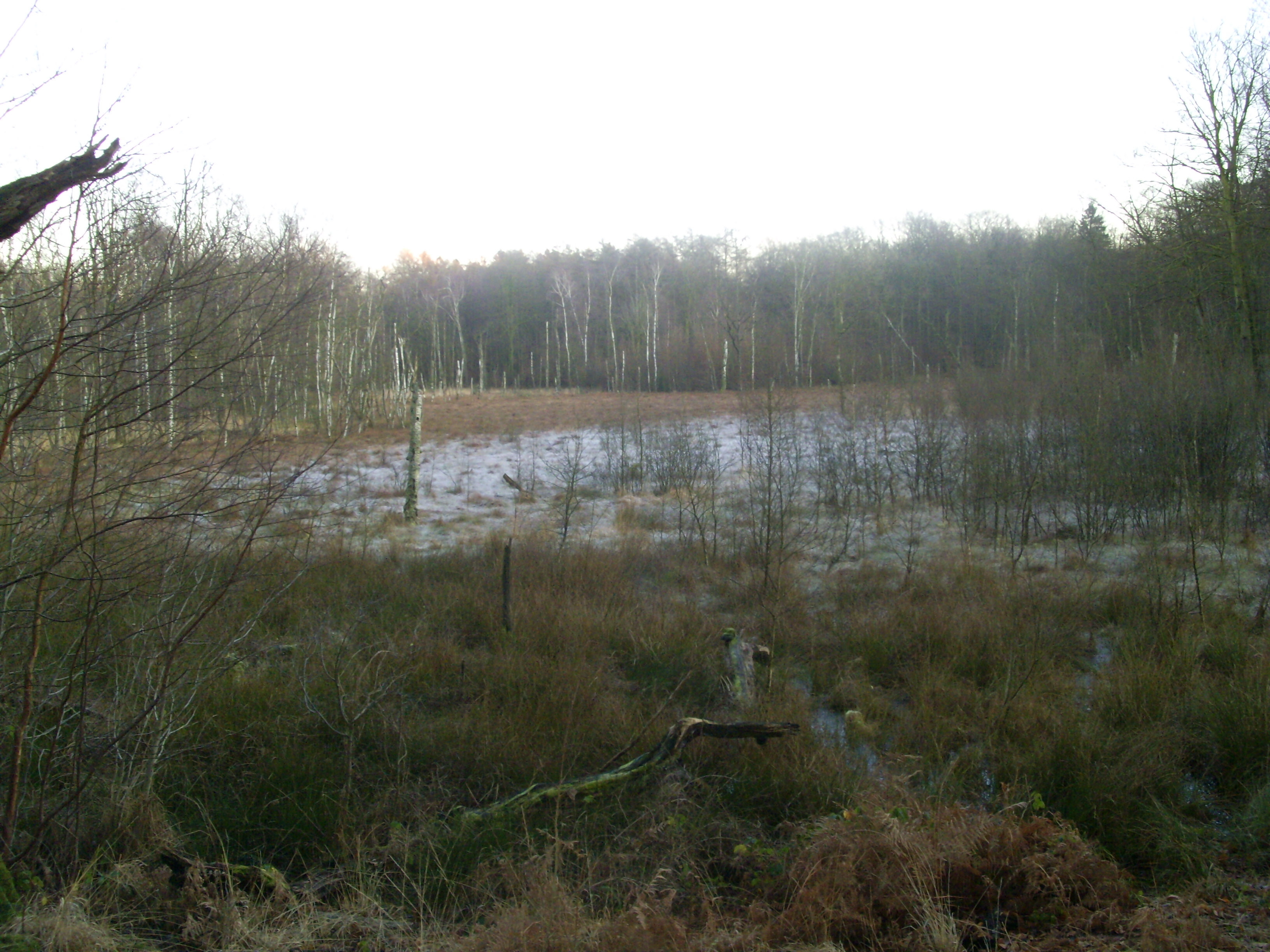
Blick auf die Elfenwiese.

Die Elfenwiese im Friedeholz inspiriert seit langem Menschen mit spirituellen Interessen. So wurde an der Elfenwiese eine Tafel mit dem Gedicht Die Begegnung von Eleonore Hermann errichtet.
Auszug aus dem lyrischen Text:
Es flüstert und zwitschert, es raschelt und weht.

Und dort, in den letzten Sonnenstrahlen ganz lieblich eine Elfe steht.

Sie reicht mir die Hand und streichelt mein Herz,

wischt fort die Tränen und auch meinen Schmerz […]